# مشاركات تونس في كأس العرب
في عام 1963 فازت تونس بالنسخة الأولى من كأس العرب كان أول لقب في تاريخ المنتخب، في تلك السنة تم لعب دور المجموعات فقط. لعبت خمس دول في تلك المرحلة الجماعية. فازت تونس في جميع المباريات الأربع وبذلك انتهت في صدارة المجموعة. بعد ذلك شاركت مرة أخرى في هذه البطولة، في عام 1988. في ذلك العام لم تفز بأي منافسة وتقطعت بهم السبل في مرحلة المجموعات. كان هناك أيضًا مشاركتان في كأس فلسطين. وفاز هذا الكأس أيضا مرة واحدة. في عام 1973، فاز المنتخب التونسي على سوريا 4–0 في المباراة النهائية.

## ملخص المشاركات
| سجل المشاركات في كأس العرب | سجل المشاركات في كأس العرب | سجل المشاركات في كأس العرب | سجل المشاركات في كأس العرب | سجل المشاركات في كأس العرب | سجل المشاركات في كأس العرب | سجل المشاركات في كأس العرب | سجل المشاركات في كأس العرب | سجل المشاركات في كأس العرب |                     | سجل تصفيات في كأس العرب | سجل تصفيات في كأس العرب | سجل تصفيات في كأس العرب | سجل تصفيات في كأس العرب | سجل تصفيات في كأس العرب | سجل تصفيات في كأس العرب | سجل تصفيات في كأس العرب |
| النسخة                     | الجولة                     | المركز                     | لعب                        | فاز                        | عدل                        | خسر                        | له                         | عليه                       | لعب                 | فاز                     | عدل                     | خسر                     | له                      | عليه                    | مصدر                    |                         |
| -------------------------- | -------------------------- | -------------------------- | -------------------------- | -------------------------- | -------------------------- | -------------------------- | -------------------------- | -------------------------- | ------------------- | ----------------------- | ----------------------- | ----------------------- | ----------------------- | ----------------------- | ----------------------- | ----------------------- |
| 1963                       | البطل                      | 1                          | 4                          | 4                          | 0                          | 0                          | 11                         | 1                          | تأهل عن طريق الدعوة | تأهل عن طريق الدعوة     | تأهل عن طريق الدعوة     | تأهل عن طريق الدعوة     | تأهل عن طريق الدعوة     | تأهل عن طريق الدعوة     | [ 1 ]                   |                         |
| 1964                       | لم يشارك                   | لم يشارك                   | لم يشارك                   | لم يشارك                   | لم يشارك                   | لم يشارك                   | لم يشارك                   | لم يشارك                   | لم يشارك            | لم يشارك                | لم يشارك                | لم يشارك                | لم يشارك                | لم يشارك                | لم يشارك                |                         |
| 1966                       | لم يشارك                   | لم يشارك                   | لم يشارك                   | لم يشارك                   | لم يشارك                   | لم يشارك                   | لم يشارك                   | لم يشارك                   | لم يشارك            | لم يشارك                | لم يشارك                | لم يشارك                | لم يشارك                | لم يشارك                | لم يشارك                |                         |
| 1985                       | لم يشارك                   | لم يشارك                   | لم يشارك                   | لم يشارك                   | لم يشارك                   | لم يشارك                   | لم يشارك                   | لم يشارك                   | لم يشارك            | لم يشارك                | لم يشارك                | لم يشارك                | لم يشارك                | لم يشارك                | لم يشارك                |                         |
| 1988                       | دور المجموعات              | 7                          | 4                          | 0                          | 3                          | 1                          | 3                          | 4                          | 2                   | 1                       | 1                       | 0                       | 2                       | 1                       | [ 2 ]                   |                         |
| 1992                       | لم يشارك                   | لم يشارك                   | لم يشارك                   | لم يشارك                   | لم يشارك                   | لم يشارك                   | لم يشارك                   | لم يشارك                   | لم يشارك            | لم يشارك                | لم يشارك                | لم يشارك                | لم يشارك                | لم يشارك                | لم يشارك                |                         |
| 1998                       | لم يشارك                   | لم يشارك                   | لم يشارك                   | لم يشارك                   | لم يشارك                   | لم يشارك                   | لم يشارك                   | لم يشارك                   | لم يشارك            | لم يشارك                | لم يشارك                | لم يشارك                | لم يشارك                | لم يشارك                | لم يشارك                |                         |
| 2002                       | لم يشارك                   | لم يشارك                   | لم يشارك                   | لم يشارك                   | لم يشارك                   | لم يشارك                   | لم يشارك                   | لم يشارك                   | لم يشارك            | لم يشارك                | لم يشارك                | لم يشارك                | لم يشارك                | لم يشارك                | لم يشارك                |                         |
| 2012                       | لم يشارك                   | لم يشارك                   | لم يشارك                   | لم يشارك                   | لم يشارك                   | لم يشارك                   | لم يشارك                   | لم يشارك                   | لم يشارك            | لم يشارك                | لم يشارك                | لم يشارك                | لم يشارك                | لم يشارك                | لم يشارك                |                         |
| 2021                       | تأهل                       | تأهل                       | تأهل                       | تأهل                       | تأهل                       | تأهل                       | تأهل                       | تأهل                       | تأهل عن طريق الدعوة | تأهل عن طريق الدعوة     | تأهل عن طريق الدعوة     | تأهل عن طريق الدعوة     | تأهل عن طريق الدعوة     | تأهل عن طريق الدعوة     | —                       |                         |
| المجموع                    | البطل                      | 2/9                        | 8                          | 4                          | 3                          | 1                          | 14                         | 5                          | 2                   | 1                       | 1                       | 0                       | 2                       | 1                       | —                       |                         |

## النتائج والمباريات
| # | النسخة        | الدور            | رقم | تاريخ         | الخصم    | النتيجة | مسجلوا الأهداف                                |
| - | ------------- | ---------------- | --- | ------------- | -------- | ------- | --------------------------------------------- |
| 1 | 1963 (تفاصيل) | المباراة الأولى  | 1   | 7 أبريل 1963  | سوريا    | 0−1     | عمر 20'                                       |
| 1 | 1963 (تفاصيل) | المباراة الثانية | 2   | 8 أبريل 1963  | الأردن   | 0−4     | الحداد 1'، 6' الجديدي 26' هنية 34'            |
| 1 | 1963 (تفاصيل) | المباراة الثالثة | 3   | 10 أبريل 1963 | الكويت   | 1−5     | حباشة 9' الجديدي 21'، 54' هنية 73' الحداد 78' |
| 1 | 1963 (تفاصيل) | المباراة الرابعة | 4   | 12 أبريل 1963 | لبنان    | 0−1     | الحداد 10'                                    |
| 2 | 1988 (تفاصيل) | دور المجموعات    | 5   | 9 يوليو 1988  | العراق   | 1−1     | المحجوبي 62'                                  |
| 2 | 1988 (تفاصيل) | دور المجموعات    | 6   | 11 يوليو 1988 | السعودية | 1−1     | معلول 90'                                     |
| 2 | 1988 (تفاصيل) | دور المجموعات    | 7   | 13 يوليو 1988 | مصر      | 0−1     |                                               |
| 2 | 1988 (تفاصيل) | دور المجموعات    | 8   | 17 يوليو 1988 | لبنان    | 1−1     | المهذبي 46'                                   |